# Anommatus vesulanus
Anommatus vesulanus is een keversoort uit de familie knotshoutkevers (Bothrideridae). De wetenschappelijke naam van de soort werd in 1941 gepubliceerd door Giovanni Binaghi.